# Кечушевське сільське поселення
Кечуше́вське сільське поселення (рос. Кечушевское сельское поселение) — муніципальне утворення у складі Ардатовського району Мордовії, Росія. Адміністративний центр — село Кечушево.

## Історія
Станом на 2002 рік існували Безводинська сільська рада (село Безводне), Кечушевська сільська рада (село Кечушево) та Полівська сільська рада (село Поле).
13 липня 2009 року було ліквідовано Безводинське сільське поселення та Полівське сільське поселення, їхні території увійшли до складу Кечушевського сільського поселення.

## Населення
Населення — 621 особа (2019, 896 у 2010, 1145 у 2002).

## Склад
До складу поселення входять такі населені пункти:
| Населений пункт | Населення, осіб (2002) | Населення, осіб (2010) |
| --------------- | ---------------------- | ---------------------- |
| Безводне, село  | 228                    | 176                    |
| Кечушево, село  | 704                    | 566                    |
| Поле, село      | 213                    | 154                    |